# Crnoglavi galeb
Crnoglavi galeb (Ichthyaetus melanocephalus) mala je vrsta galeba. Znanstveni naziv je iz starogrčkog. Rod Ichthyaetus je od ikhthus, „riba” i aetos „orao”, a specifični naziv melanocephalus je od melas, „crno”, i -kephalos „glava”.
Gnijezdi se gotovo u cijelosti na zapadnom Palearktiku, uglavnom na jugoistoku, posebno oko Crnog mora i u središnjoj Turskoj. Postoje kolonije i drugdje u južnoj Europi, a ovoj je vrsti posljednjih desetljeća dramatično porasla brojnost. Kao što je slučaj s mnogim galebovima, tradicionalno je bila smještena u rod Larus.

## Opis
Crnoglavi galeb nešto je veći i glomazniji od riječnog galeba s masivnijim kljunom i dužim, tamnijim nogama. Odrasla ptica u perju za sezonu parenja prepoznatljiv je bijeli galeb, s vrlo blijedim sivim plaštem i krilima s bijelim primarnim perjem bez crnih vrhova. Crna kapuljača proteže se niz potiljak i ima izrazite bijele polumjesece kod očiju
 Tamnocrveni kljun tupog vrha ima crnu traku. Odrasla ptica je van sezone parenja sličnog izgleda, ali kapuljača je reducirana na "banditski povez" preko očiju. Dostiže zrelost za dvije godine. Ptice prve godine imaju crni završetak repa i više crnih područja u gornjim krilima, ali podkrila su blijeda.

## Rasprostranjenost
Nekada ograničena na Crno more i istočno Sredozemlje, ova se vrsta do danas proširila na veći dio Europe, sve do Velike Britanije i Irske, s 37 lokacije. U Ujedinjenom Kraljevstvu je u sezoni 2008. zabilježeno između 543 i 592 para. Na Irskom otoku je zabilježeno gniježđenje u najmanje četiri okruga. Gniježđenje je također zabilježeno u Belgiji, Nizozemskoj, Danskoj, Švedskoj, Estoniji, Švicarskoj, Češkoj, Mađarskoj i na Balkanu.
Zimi ova ptica migrira na mediteranske i atlantske obale.

## Ekologija
Crnoglavi galeb se gnijezdi u kolonijama u velikim trskama ili močvarama ili na otocima u jezerima; gdje je njegova populacija mala, gnijezdi se u kolonijama riječnih galebova. Kao i većina galebova, zimi je vrlo druželjubiv, i tijekom hranjenja ili u večernjim skloništima. Nije pelagična vrsta i rijetko se viđa na moru daleko od obala.
Po prehrambenim navikama, crnoglavi galeb je uglavnom oportunistički svejed, a jede ribu, crve, ostatke, kukce, iznutrice i strvine.
Ovo je bučna vrsta, posebno u kolonijama, s nazalnim glasanjem "yeah".

## Očuvanje
Crnoglavi galeb jedna je od vrsta na koju se odnosi Sporazum o očuvanju afričko-euroazijskih selica vodenih ptica (AEWA).

## Vanjske poveznice
- Podatci o vrsti Larus melanocephalus sa stranice BirdLife
- Ichthyaetus melanocephalus. Avibase
- Mediji za Crnoglavi galeb. Internet Bird Collection
- Galerija slika na temu Crnoglavi galeb na stranici VIREO (Sveučilište Drexel)
- Interaktivna karta za Ichthyaetus melanocephalus na IUCN-ovim kartama za Crveni popis
- Zvukovne snimke na temu Mediterranean gull na stranici Xeno-canto.
- Ichthyaetus melanocephalus u  galeriji Field Guide: Birds of the World na Flickru